# Trichocirca tyrota
Trichocirca tyrota är en fjärilsart som beskrevs av Edward Meyrick 1920. Trichocirca tyrota ingår i släktet Trichocirca och familjen gnidmalar. Inga underarter finns listade i Catalogue of Life.